# Comunità collinare Colli Tortonesi
La Comunità collinare Colli Tortonesi è stata un'unione di comuni inizialmente costituita da quindici comuni della zona dei colli tortonesi, nata nel dicembre 2000 e sciolta alla fine del 2011 per il progressivo abbandono dei comuni costituenti.
Ne facevano parte i comuni di:
- Carbonara Scrivia
- Carezzano
- Casalnoceto (uscito nel 2003)[5][6]
- Cassano Spinola  (uscito nel 2003)[5][6]
- Castellar Guidobono (uscito nel 2006)[7]
- Gavazzana
- Paderna
- Sant'Agata Fossili (uscito nel 2001) [8]
- Sardigliano
- Sarezzano
- Spineto Scrivia
- Viguzzolo (uscito nel 2006)[7]
- Villalvernia
- Villaromagnano
- Volpedo (uscito nel 2010)[9]

Aveva sede in Piazza XXV Aprile n. 1 a Villaromagnano.

## Funzioni di cui era prevista la gestione[10]
- Promozione e gestione del territorio
- Manutenzione della viabilità
- Organizzazione di interventi di ripristino e recupero ambientale
- Organizzazione e gestione del servizio di polizia urbana e rurale
- Gestione del servizio di protezione civile
- Valorizzazione e tutela dell’organizzazione scolastica locale
- Organizzazione e gestione del servizio di trasporto locale
- Promozione dell’attività ricettivo turistica; Salvaguardia e valorizzazione delle arti, tradizioni popolari e prodotti tipici
- Promozione e realizzazione di strutture e servizi sociali per anziani
- Gestione di funzioni e servizi amministrativi comunali.